# Dittaino (stacja kolejowa)
Dittaino (wł. Stazione di Dittaino) – stacja kolejowa w Assoro, w prowincji Enna, w regionie Sycylia, we Włoszech. Stacja znajduje się na linii Palermo – Katania. Znajduje się na terenie strefy przemysłowej Dittaino.
Według klasyfikacji RFI ma kategorię brązową.

## Linie kolejowe
- Linia Palermo – Katania
- Linia Dittaino – Piazza Armerina – Caltagirone - zlikwidowana
- Linia Dittaino – Leonforte - zlikwidowana